# المجرم (فلم 2016)
المجرم هو فيلم حركة واثارة أمريكي تم اصداره عام 2016  من إخراج ارييل فرومين و كتبه دوجلاس كوك و ديفيد يسبيرج، و بطولة  كيفن كوستنر، غاري أولدمان وتومي لي جونز في ثاني عمل مشترك بين النجوم الثلاثة بعد فيلم  JFK عام 1991 .

## القصة
تدور أحداث القصة حول إعادة زرع ذكريات ومهارات أحد عملاء المخابرات الأمريكية المتوفين في ذهن أحد
المجرمين الخطيرين والذي لا يمكن التنبؤ بما سوف يفعل

## الادوار
- كيفن كوستنر بدور جيريكو ستيوارت
- غال غادوت بدور جيل بوب
- تومي لي جونز بدور الدكتور فرانكس
- غاري أولدمان بدور كويكر ويلس
- أليس ايف بدور مارتا لينش
- مايكل بيت بدور يان ستروك "الهولندي"
- جوردي مولا بدور كزافييه هيمبا
- انتجي تراوي بدور إليسا
- سكوت آدكنز بدور بيت جرينسليفز
- أموري نولاسكو بدور استبان روزا
- رايان رينولدز بدور  بيل بوب
- كولين سالمون بدور المأمور
- تومي هاتو بدور الكابتن الجحور
- روبرت دافي بدور الادميرال لانس
- ريتشارد ريد بدور جيمس أوزبورن
- ناتالي بورن بدور شو شو

## روابط خارجية
- المجرم على موقع IMDb (الإنجليزية)
- المجرم على موقع ميتاكريتيك (الإنجليزية)
- المجرم على موقع روتن توميتوز (الإنجليزية)
- المجرم على موقع نتفليكس (الإنجليزية)
- المجرم على موقع قاعدة بيانات الأفلام العربية
- المجرم على موقع ألو سيني (الفرنسية)
- المجرم على موقع Turner Classic Movies (الإنجليزية)
- المجرم على موقع أول موفي (الإنجليزية)
- المجرم على موقع بوكس أوفيس موجو (الإنجليزية)
- المجرم على موقع فيلمافينيتي (الإسبانية)